# Maria Isabella d'Asburgo-Lorena
Maria Isabella d'Asburgo-Lorena (Firenze, 21 maggio 1834 – Lucerna, 14 luglio 1901), nata principessa di Toscana e arciduchessa d'Austria, fu consorte di Francesco di Borbone-Due Sicilie, conte di Trapani.

## Biografia

### Famiglia d'origine
Maria Isabella era figlia del granduca Leopoldo II di Toscana (1797-1870) e della sua seconda moglie, la granduchessa Maria Antonia di Borbone-Due Sicilie (1814-1898). I suoi nonni paterni furono il granduca Ferdinando III di Toscana e Luisa Maria Amalia di Borbone-Napoli; quelli materni il re Francesco I delle Due Sicilie e Maria Isabella di Borbone-Spagna.

### Matrimonio e morte
Maria Isabella sposò, il 10 aprile del 1850, lo zio materno, il principe Francesco di Borbone-Due Sicilie, (1827-1892), conte di Trapani e figlio minore del re Francesco I delle Due Sicilie e della regina Maria Isabella di Borbone-Spagna.
Dal 1860 al 1870 visse a Roma; lasciò la Città Eterna dopo la sua capitolazione. Morì all'età di sessantasette anni in Svizzera. È sepolta nel cimitero di Père-Lachaise a Parigi.

## Discendenza
Maria Isabella e Francesco ebbero sei figli:
- Maria Antonietta (16 marzo 1851-12 settembre 1938), sposò Alfonso, conte di Caserta;
- Leopoldo (24 dicembre 1853-4 settembre 1870);
- Maria Teresa Pia (7 gennaio 1855-1º settembre 1856);
- Maria Carolina (21 febbraio 1856-7 aprile 1941), sposò il conte Andrzej Przemysław Zamoyski;
- Ferdinando (25 maggio 1857-22 luglio 1859);
- Maria Annunziata (21 settembre 1858-20 marzo 1873).

## Ascendenza
|                                                               |                                |                                | Genitori                                |  |  | Nonni |  |  | Bisnonni                             |  |  | Trisnonni                            |  |
|                                                               |                                |                                |                                         |  |  |       |  |  | Leopoldo II, Sacro Romano Imperatore |  |  | Francesco I, Sacro Romano Imperatore |  |
|                                                               |                                |                                |                                         |  |  |       |  |  | Leopoldo II, Sacro Romano Imperatore |  |  | Francesco I, Sacro Romano Imperatore |  |
|                                                               |                                | Maria Teresa d'Austria         |                                         |  |  |       |  |  | Leopoldo II, Sacro Romano Imperatore |  |  |                                      |  |
| Ferdinando III, Granduca di Toscana                           |                                |                                |                                         |  |  |       |  |  | Leopoldo II, Sacro Romano Imperatore |  |  |                                      |  |
|                                                               |                                | Infanta Maria Luisa di Spagna  | Carlo III di Spagna                     |  |  |       |  |  |                                      |  |  |                                      |  |
|                                                               |                                | Infanta Maria Luisa di Spagna  | Carlo III di Spagna                     |  |  |       |  |  |                                      |  |  |                                      |  |
|                                                               |                                | Infanta Maria Luisa di Spagna  | Maria Amalia di Sassonia                |  |  |       |  |  |                                      |  |  |                                      |  |
| Leopoldo II, Granduca di Toscana                              |                                | Infanta Maria Luisa di Spagna  |                                         |  |  |       |  |  |                                      |  |  |                                      |  |
|                                                               |                                | Ferdinando I delle Due Sicilie | Carlo III di Spagna                     |  |  |       |  |  |                                      |  |  |                                      |  |
|                                                               |                                | Ferdinando I delle Due Sicilie | Carlo III di Spagna                     |  |  |       |  |  |                                      |  |  |                                      |  |
|                                                               |                                | Ferdinando I delle Due Sicilie | Maria Amalia di Sassonia                |  |  |       |  |  |                                      |  |  |                                      |  |
| Principessa Luisa di Napoli e Sicilia                         |                                | Ferdinando I delle Due Sicilie |                                         |  |  |       |  |  |                                      |  |  |                                      |  |
|                                                               |                                | Maria Carolina d'Austria       | Francesco I, Sacro Romano Imperatore    |  |  |       |  |  |                                      |  |  |                                      |  |
|                                                               |                                | Maria Carolina d'Austria       | Francesco I, Sacro Romano Imperatore    |  |  |       |  |  |                                      |  |  |                                      |  |
|                                                               |                                | Maria Carolina d'Austria       | Maria Teresa d'Austria                  |  |  |       |  |  |                                      |  |  |                                      |  |
| Arciduchessa Maria Isabella d'Austria, Principessa di Toscana |                                | Maria Carolina d'Austria       |                                         |  |  |       |  |  |                                      |  |  |                                      |  |
|                                                               | Ferdinando I delle Due Sicilie | Carlo III di Spagna            |                                         |  |  |       |  |  |                                      |  |  |                                      |  |
|                                                               | Ferdinando I delle Due Sicilie | Carlo III di Spagna            |                                         |  |  |       |  |  |                                      |  |  |                                      |  |
|                                                               | Ferdinando I delle Due Sicilie | Maria Amalia di Sassonia       |                                         |  |  |       |  |  |                                      |  |  |                                      |  |
| Francesco I delle Due Sicilie                                 | Ferdinando I delle Due Sicilie |                                |                                         |  |  |       |  |  |                                      |  |  |                                      |  |
|                                                               |                                | Maria Carolina d'Austria       | Francesco I, Sacro Romano Imperatore    |  |  |       |  |  |                                      |  |  |                                      |  |
|                                                               |                                | Maria Carolina d'Austria       | Francesco I, Sacro Romano Imperatore    |  |  |       |  |  |                                      |  |  |                                      |  |
|                                                               |                                | Maria Carolina d'Austria       | Maria Teresa d'Austria                  |  |  |       |  |  |                                      |  |  |                                      |  |
| Maria Antonia di Borbone-Due Sicilie                          |                                | Maria Carolina d'Austria       |                                         |  |  |       |  |  |                                      |  |  |                                      |  |
|                                                               |                                | Carlo IV di Spagna             | Carlo III di Spagna                     |  |  |       |  |  |                                      |  |  |                                      |  |
|                                                               |                                | Carlo IV di Spagna             | Carlo III di Spagna                     |  |  |       |  |  |                                      |  |  |                                      |  |
|                                                               |                                | Carlo IV di Spagna             | Maria Amalia di Sassonia                |  |  |       |  |  |                                      |  |  |                                      |  |
| Infanta Maria Isabella di Spagna                              |                                | Carlo IV di Spagna             |                                         |  |  |       |  |  |                                      |  |  |                                      |  |
|                                                               |                                | Maria Luisa di Parma           | Filippo I, Duca di Parma                |  |  |       |  |  |                                      |  |  |                                      |  |
|                                                               |                                | Maria Luisa di Parma           | Filippo I, Duca di Parma                |  |  |       |  |  |                                      |  |  |                                      |  |
|                                                               |                                | Maria Luisa di Parma           | Principessa Luisa Elisabetta di Francia |  |  |       |  |  |                                      |  |  |                                      |  |
|                                                               |                                | Maria Luisa di Parma           |                                         |  |  |       |  |  |                                      |  |  |                                      |  |